# São Tomé (Paraná)
São Tomé is een gemeente in de Braziliaanse deelstaat Paraná. De gemeente telt 5.522 inwoners (schatting 2009).